# Anton Wildgans
Anton Wildgans est un poète et dramaturge autrichien (Vienne, 17 avril 1881 — Mödling, 3 mai 1932).
Son œuvre, où se mêlent réalisme, néoromantisme et expressionnisme, est centrée sur les drames de la vie quotidienne.
Il fut le mentor de l'écrivain Albert Drach.

## Quelques œuvres
- Pauvreté, drame (1914)
- Amour, drame (1916)
- Dies iræ, drame (1918)
- Poèmes viennois (1926)